# Montes Universales
Montes Universales är en bergskedja i Spanien.   Den ligger i provinsen Provincia de Teruel och regionen Aragonien, i den centrala delen av landet, 180 km öster om huvudstaden Madrid.